# Cora (Vorname)
Cora ist ein weiblicher Vorname.

## Herkunft
Cora tritt manchmal als Kurzform der weiblichen Vornamen Coralie, Corinna, Cornelia oder Cordula auf. Vermutlich handelt es sich aber eigentlich um eine latinisierte Form des griechischen Κόρη (Kórē), eines Beinamens der Persephone. Die Tradition des Namens begründete vielleicht Jean-François Marmontel mit seinem Kolonialroman Les Incas (1777), in dem eine peruanische Sonnenpriesterin dieses Namens eine zentrale Rolle spielt. Marmontels Roman gab in der Folge den Stoff zahlreicher Opernlibretti ab.

## Varianten
- Kora

## Bekannte Namensträgerinnen

### Vorname
- Cora Berliner (1890–1942), deutsche Wirtschafts- und Sozialwissenschaftlerin
- Cora Canne Meijer (1929–2020), niederländische Opernsängerin
- Cora Sue Collins (1927–2025), US-amerikanische Kinderdarstellerin
- Cora Diamond (* 1937), US-amerikanische Philosophin
- Cora Dietl (* 1967), deutsche Literaturhistorikerin
- Cora DuBois (1903–1991), US-amerikanische Kulturanthropologin
- Cora Frost (* 1963), deutsche Sängerin, Schauspielerin und Autorin
- Cora Gooseberry (1777–1852), australische Aborigine-Frau
- Cora-Jeanette Hermenau (* 1957), Staatssekretärin im Finanzministerium des Landes Niedersachsen
- Cora Irsen (* 1974), deutsche Pianistin, Moderatorin und Veranstalterin
- Cora Lee (* 1984), deutsche Sängerin, Komponistin, Texterin und Moderatorin
- Cora van Nieuwenhuizen (* 1963), niederländische Politikerin
- Cora Roberts (* 1935), deutsches Fotomodell und Schauspielerin
- Cora Sandel (1880–1974, eigentlich Sara Fabricius), norwegische Schriftstellerin
- Cora Schumacher (* 1976), deutsche Autorennfahrerin und Moderatorin
- Cora Stephan (* 1951), deutsche Publizistin
- Cora Tracey (1878–nach 1960), kanadische Sängerin
- Cora Vlot (* 1964), niederländische Triathletin
- Cora Volz (* 1966), deutsche Bildhauerin
- Cora Witherspoon (1890–1957), US-amerikanische Schauspielerin

### Künstlername
- Cora E. (* 1968), deutsche Rapperin
- Sexy Cora (1987–2011), deutsche Pornodarstellerin